# 雷姆森 (紐約州)
雷姆森（英語：Remsen）是一個位於美國紐約州奧奈達縣的鎮。

## 人口
根據2020年美國人口普查的數據，雷姆森的面積為95.71平方千米，當中陸地面積為91.87平方千米，而水域面積為3.84平方千米。當地共有人口1761人，而人口密度為每平方千米18人。